# Old Friends from Young Years
Old Friends from Young Years — дебютний студійний альбом каліфорнійського року гурта Papa Roach. Був виданий власними зусиллями 4 лютого 1997 на незалежному лейблі Onion Hardcore (зараз припинив існування). Спів-продюсером альбому був батько гітариста Тобіна Есперанса.

## Fan Club Edition
У 2005 році гурт перевидав платівку для нових членів свого офіційного фан-клубу P-Roach Riot!. Перевидання включало в себе нову обкладинку, стикер та офіційну карту члену клубу. Перші 2 000 копії альбому біли підписані учасниками гурту. Треки «Thanx» та «Unlisted», які входили до оригінального видання не увійшли у перевидану версію. Трек «Grrbrr» не зазначений на обкладинці, проте він записаний на самому диску. Присутній також схований трек «Tightrope», який раніше тільки видавався на EP Let 'Em Know.

## Список пісень
Автор музики і слів Papa Roach. 
| #     | Назва                     | Тривалість |
| ----- | ------------------------- | ---------- |
| 1.    | «Intro»                   | 0:28       |
| 2.    | «Orange Drive Palms»      | 4:53       |
| 3.    | «Liquid Diet»             | 4:19       |
| 4.    | «Grrbrr»                  | 4:14       |
| 5.    | «iSEDuFucknDie»           | 4:16       |
| 6.    | «DIRTYcutFREAK»           | 2:45       |
| 7.    | «Living Room»             | 4:14       |
| 8.    | «829»                     | 4:35       |
| 9.    | «Peewagon»                | 4:43       |
| 10.   | «Hedake»                  | 5:20       |
| 11.   | «Shut Up N Die (Reprise)» | 2:33       |
| 12.   | «Thanx»                   | 4:50       |
| 13.   | «Unlisted»                | 1:54       |
| 46:24 |                           |            |

### Fan club edition
| #   | Назва                     | Тривалість |
| --- | ------------------------- | ---------- |
| 1.  | «Intro»                   | 0:27       |
| 2.  | «Orange Drive Palms»      | 4:54       |
| 3.  | «Liquid Diet»             | 4:22       |
| 4.  | «Grrbrr»                  | 4:14       |
| 5.  | «iSEDuFuknDie»            | 4:16       |
| 6.  | «DIRTYcutFREAK»           | 2:46       |
| 7.  | «Living Room»             | 3:59       |
| 8.  | «829»                     | 4:34       |
| 9.  | «Peewagon»                | 4:43       |
| 10. | «Hedake»                  | 5:22       |
| 11. | «Shut Up N Die (Reprise)» | 2:36       |
| 12. | «Tightrope (Rock Demo)»   | 3:33       |